# Tinodes adlmannsederi
Tinodes adlmannsederi är en nattsländeart som beskrevs av Malicky 1982. Tinodes adlmannsederi ingår i släktet Tinodes och familjen tunnelnattsländor. Inga underarter finns listade i Catalogue of Life.